# Tituly a vyznamenání Paula-Henriho Spaaka

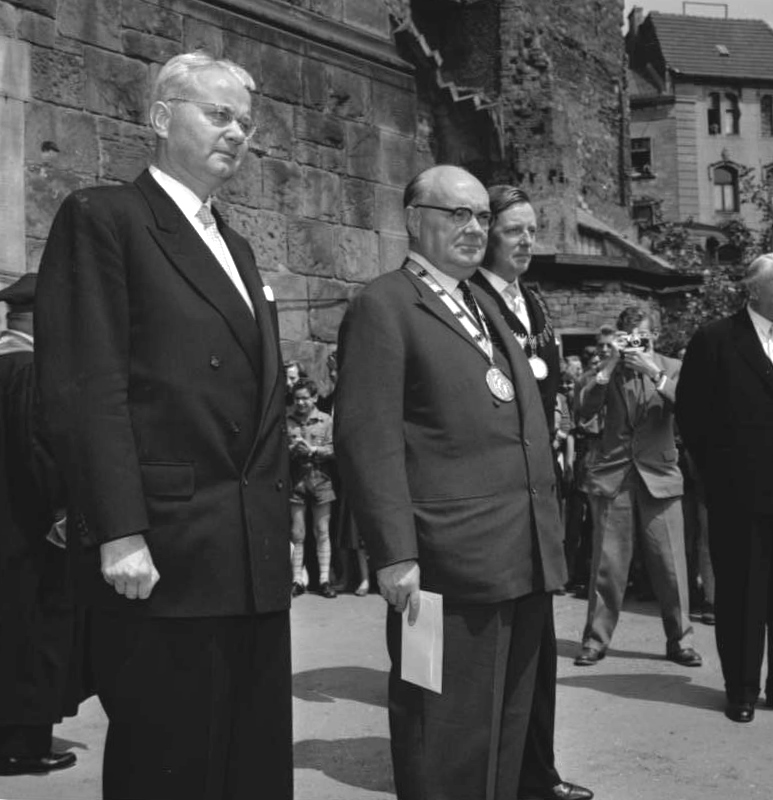
Paul-Henri Spaak s Cenou Karla Velikého kolem krku během udílení těchto cen v Cáchách v roce 1957

Paul-Henri Spaak, belgický politik, předseda vlády Belgie, předseda Evropského parlamentu, předseda valného shromáždění OSN a generální tajemník NATO, obdržel během svého života řadu národních i zahraničních, státních i nestátních vyznamenání a ocenění. Je po něm také pojmenována například ulice v Dortmundu či budova evropského parlamentu v Bruselu.

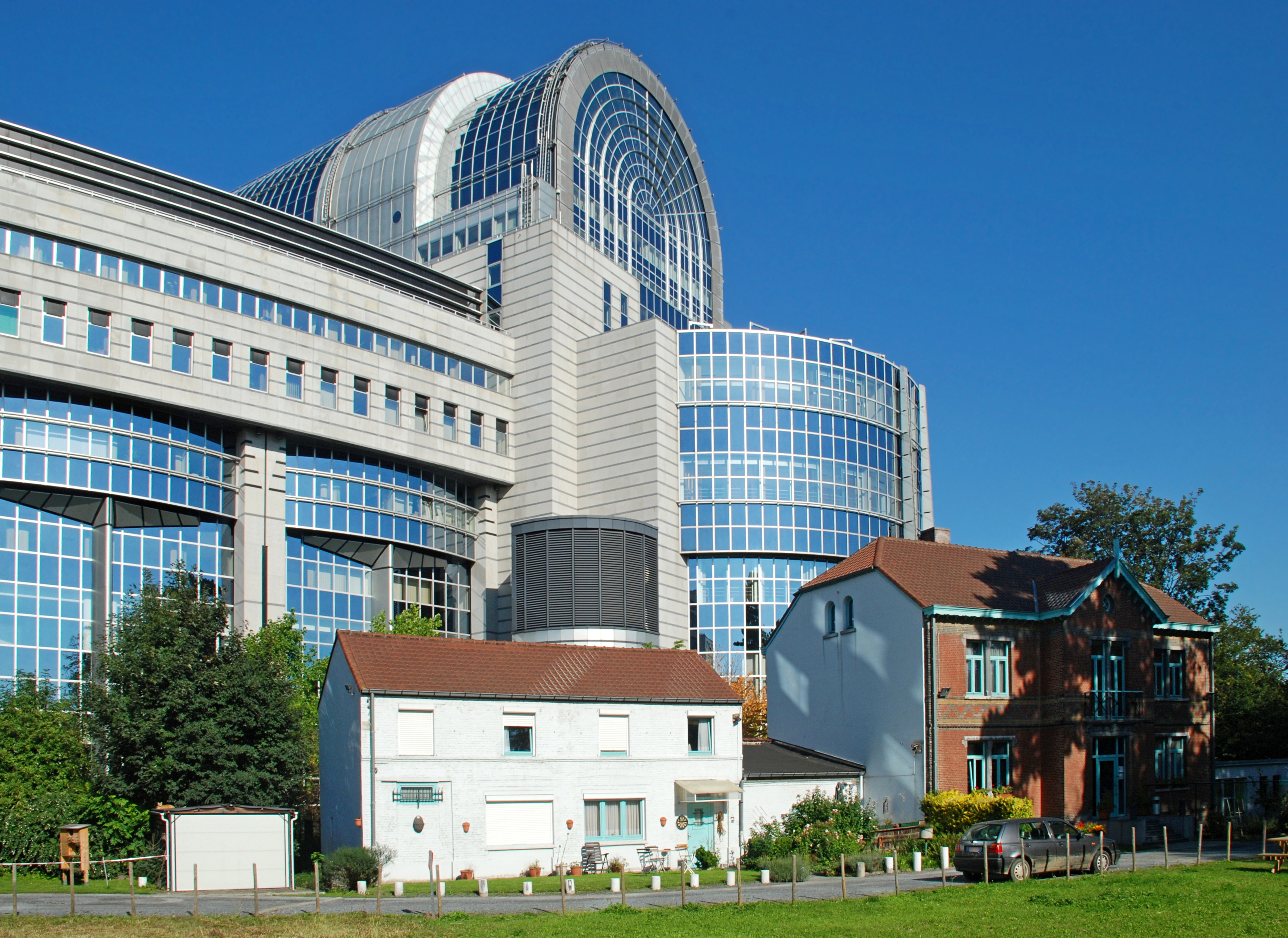
Budova evropského parlamentu v Bruselu pojmenovaná po Paulu-Henrim Spaakovi

## Vyznamenání

### Belgická vyznamenání
- Ministr státu, královským dekretem[1]
- Člen Královské akademie[1]
- velkokříž Řádu Leopolda[1]
- velkokříž Řádu koruny[1]

### Zahraničí vyznamenání
Spaak obdržel řadu zahraničních vyznamenání:
- Brazílie
  -  velkokříž Řádu Jižního kříže
- Československo
  -  Řád Bílého lva I. třídy, civilní skupina – 7. března 1947[2]
- Dánsko
  -  Řád Dannebrog
- Finsko
  -  Řád bílé růže
- Francie
  -  Řád čestné legie
- Írán
  -  Řád koruny
- Island
  -  velkokříž Řádu islandského sokola – 21. srpna 1963[3]
- Itálie
  -  velkokříž Řádu zásluh o Italskou republiku – 5. května 1956[4]
- Japonsko
  -  Řád vycházejícího slunce
- Jugoslávie
  -  Řád jugoslávské koruny
- Kolumbie
  -  Řád San Carlos
- Kuba
  -  Řád Carlose Manuela de Céspedes
- Libanon
  -  Národní řád cedru
- Litva
  -  Řád Vitolda Velikého
- Lucembursko
  -  Řád dubové koruny
- Německo
  -  velkokříž Záslužného řádu Spolkové republiky Německo – 1956
- Nizozemsko
  -  Řád nizozemského lva
- Norsko
  -  velkokříž Řádu svatého Olafa – 1. července 1964[5]
- Pobřeží slonoviny
  -  Národní řád Pobřeží slonoviny
- Portugalsko
  -  velkokříž Řádu Kristova – 10. srpna 1955[6]
- Řecko
  -  Řád Jiřího I.
- Spojené království
  -  čestný rytíř velkokříže Řádu svatého Michala a svatého Jiří – 1937[7]
  -  Řád společníků cti – 14. května 1963
- Středoafrická republika
  -  velkodůstojník Řádu za zásluhy
- Švédsko
  -  Řád Vasův
- Thajsko
  -  Řád bílého slona
- Tunisko
  -  Řád republiky
- Vatikán
  -  Řád Pia IX.
- Venezuela
  -  Řád osvoboditele
- Zair
  -  Národní řád levharta

## Nestátní ocenění

### Akademická ocenění
- společník Americké akademie umění a věd – 1950

### Ostatní ocenění
- Cena Karla Velikého – Cáchy, 30. května 1957 – za zásluhy při sjednocování Evropy a zajištění její bezpečnosti
- Medaile svobody se stříbrnou palmou – 1961 – udělil americký prezident John Fitzgerald Kennedy